# Kalikle
Kalikle, grčki filozof i kasni sofist, lik iz Platonova dijaloga Gorgija, širio je skrajnje diskutabilni nauk. Po njemu, zakone uglavnom donose slabiji kako bi se zaštitili od prava na vladanje, koje pak, po naravi, pripada jačima. Dakle, mudriji se i jači ne trebaju obazirati na zakone, već moraju djelovati po vlastitim porivima. Kaliklovo učenje je, u biti, relativiziranje etičkih normi i ne treba čuditi što su ga potonji komentatori često uspoređivali s Nietzcheom.